# 헨리크 비안나
헨리크 비안나(Henrique Viana, 1936년 6월 29일~2007년 7월 4일)는 포르투갈의 배우이다.
리스본에서 태어났으며 포르투갈에서 사망하였다. 사인은 암이다.

## 영화
- 지상의 이곳(1993년)
- 노란 집의 추억(1989년)
- 피(1989년)
- 하드 타임즈(1988년)
- 포르투갈식 이별(1986년) - 에디터 역